# Aigny
Aigny je francouzská obec v departementu Marne v regionu Grand Est. V roce 2012 zde žilo 253 obyvatel.

## Poloha
Sousední obce jsou: Aulnay-sur-Marne, Condé-sur-Marne, Les Grandes-Loges, Isse, Jâlons, Vaudemange a Vraux.

## Vývoj počtu obyvatel
Počet obyvatel